# هومبيرتو بوسادا
هومبيرتو بوسادا (بالإسبانية: Humberto Posada)‏ هو مبارز بالسيف كولومبي، ولد في 5 سبتمبر 1922.

## وصلات خارجية
- هومبيرتو بوسادا على موقع أوليمبيديا (الإنجليزية)